# Carl Gassner
Carl Gassner (Mainz, 17 november 1855 – aldaar, 31 januari 1942) was een Duits arts, wetenschapper en uitvinder. Hij ontwikkelde de eerste elektrische droge batterij uit, die massa geproduceerd kon worden en een groot commercieel succes werd.

## Levensloop
Carl studeerde geneeskunde aan de Universiteit van Straatsburg en werd daarna oog- en oorarts in Mainz. Daarnaast voerde hij bij de klokkenmaker Balbach schei- en natuurkundige proeven uit.
In de jaren 1880 werden deurbellen nog steeds gevoed uit natte Leclanché-cellen, die veelvuldig uitdroogden. Gassner ging in 1885 gips gebruiken als poreus bindmiddel om de waterachtige chemicaliën vast te houden.
In 1886 patenteerde hij zijn uitvinding in Duitsland, Oostenrijk-Hongarije, België, Frankrijk en Engeland en het jaar daarop in de Verenigde Staten. In 1890 verkreeg zijn batterij naamsbekendheid nadat bij een bevriende winkelier de deurbel niet werkte en hij Gassner om hulp vroeg. Daarna wilde de ene na de andere winkelier er een hebben. Wanneer daarna het bestuur van de rijkspost in Erfurt 100.000 batterijen bestelt is hij genoodzaakt om in Frankfurt am Main een fabriek op te richten. Met zijn uitvinding zou hij meerdere miljoenen goudmark verdienen.

## Zink-koolstofcel
De droge batterijcel van Gassner bestaat uit een omhulsel van zink die tegelijkertijd dienstdoet als de negatieve elektrode. De positieve elektrode, een koolstof staaf, staat in een pasta van mangaan(IV)oxide (MnO2) en koolstofdeeltjes. Deze wordt van het zink gescheiden door een opgevouwen papieren zak die doordrenkt is met een oplossing van ammoniumchloride (NH4Cl), de elektrolyt.
Tijdens gebruik vindt de volgende chemische reactie plaats:
{\displaystyle \mathrm {Zn+2MnO_{2}+2NH_{4}Cl\rightarrow 2MnO(OH)+[Zn(NH_{3})_{2}]Cl_{2}} }
Nadeel van dit type batterij is dat de zinken omhulsel door de chemische reactie langzaam oplost, en er na verloop van tijd lekkage kan optreden. Een bitumen afdichting zorgt ervoor dat de elektrolyt in de batterij niet verdampt en voorkomt indringing van zuurstof.